# Падре-Уртадо
Падре-Уртадо (ісп. Padre Hurtado) — місто в Чилі. Адміністративний центр однойменної комуни. Населення міста - 34 257 осіб (2002). Місто і комуна входить до складу провінції Талаганте та Столичного регіону. Місто входить до складу міської агломерації Великий Сантьяго. Носить ім'я чилійського святого Альберто Уртадо.
Територія — 80,8 км². Чисельність населення - 63 250 мешканців (2017). Щільність населення - 782,8 чол./км².

## Розташування
Місто розташоване за 21 км на південний захід від столиці Чилі міста Сантьяго.
Комуна межує:
- на півночі - з провінцією Сантьяго
- на південному сході - з комуною Калера-де-Танго
- на півдні — з комуною Пеньяфлор
- на південному заході - з комуною Меліпілья
- на північному заході - з комуною Куракаві